# Góra Kamieńska
Die Góra Kamieńska ist mit 386 m n.p.m. die höchste Erhebung der Woiwodschaft Łódź in Polen. Sie liegt auf dem Gebiet der Gemeinde Kamieńsk und ist durch den Braunkohlentagebau bei Bełchatów künstlich aufgeschüttet worden. Die Fajna Ryba ist mit 347 m n.p.m. die höchste natürliche Erhebung der Woiwodschaft und 39 Meter niedriger.

## Geographie
Die Abraumhalde liegt zwei Kilometer westlich der Stadt Kamieńsk und erhebt sich etwa 195 Meter über ihre Umgebung. Die Halde umfasst eine Fläche von 1480 Hektar und hat ein Volumen von 1.350 Millionen m³. Die Tagebaugebiete befinden sich im Westen auf dem Gebiet der Nachbargemeinde Kleszczów.
Die Góra Kamieńska ist die höchste Erhebung in Zentralpolen. Das Gebiet gehört zur geomorphologischen Mesoregion Wysoczyzna Bełchatowska (318.81), die von Moränenhügeln mit einer maximalen Höhe von 289 m n.p.m. geprägt ist.

## Geschichte

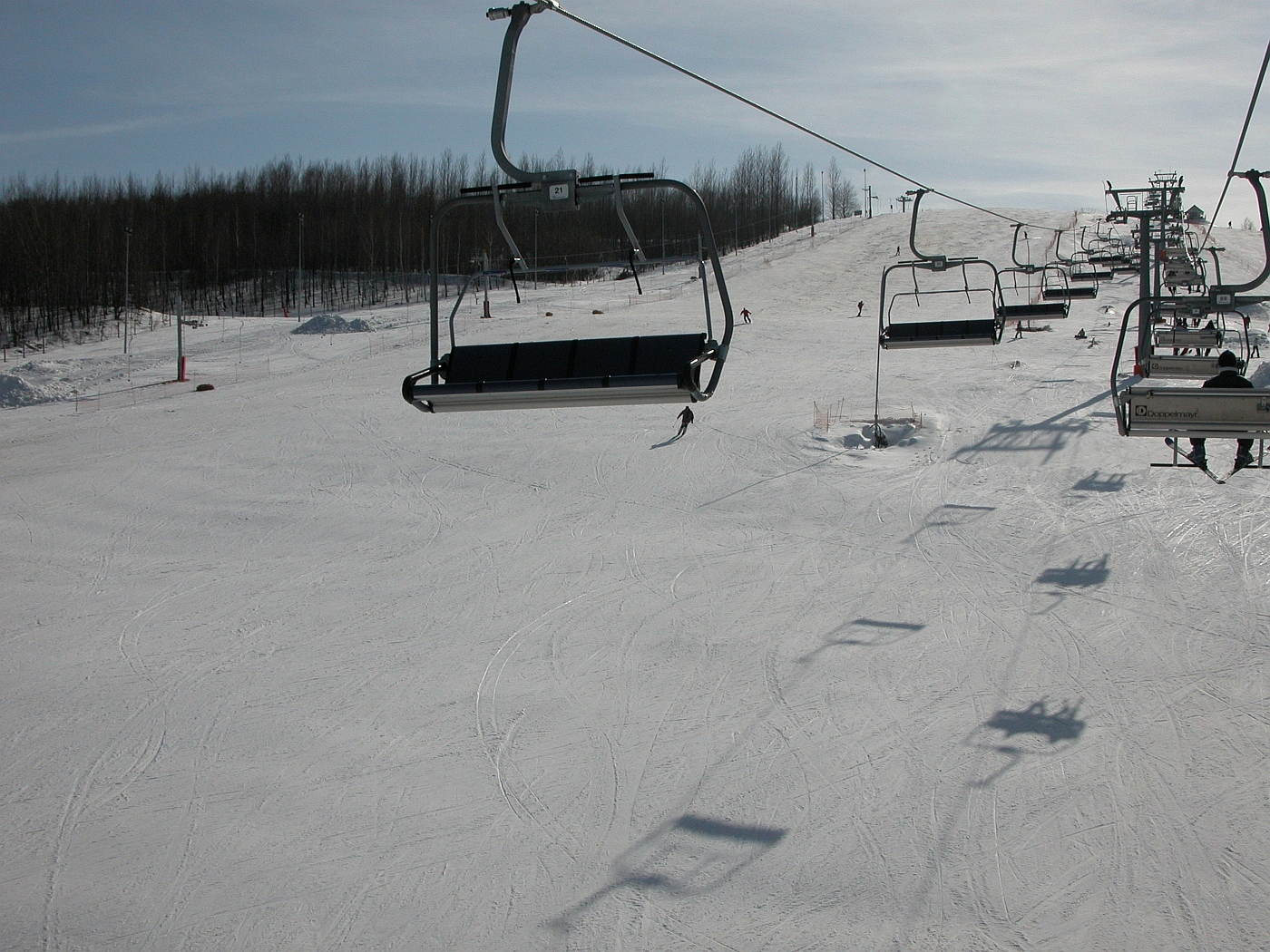
Sessellift und Skipiste (2010)

Die Halde wurde von Juni 1977 bis November 1993 aufgeschüttet. Seitdem werden ausgekohlte Bereiche der Tagebaugebiete verfüllt. Der Stadtrat beschloss 1999 den gegenwärtigen Namen. Zwischen 2004 und 2006 wurden drei Liftanlagen errichtet. Im Sommer 2007 nahm der Windpark Elektrownia Wiatrowa Kamieńsk seinen Betrieb auf. Die 15 Windkraftanlagen haben eine Leistung von 30 Megawatt.
Bis 2012 bestand auf der Nordseite des Berges das Fluggelände Kamieńsk-Orla Góra mit einer asphaltierten Start- und Landebahn.

## Nutzung

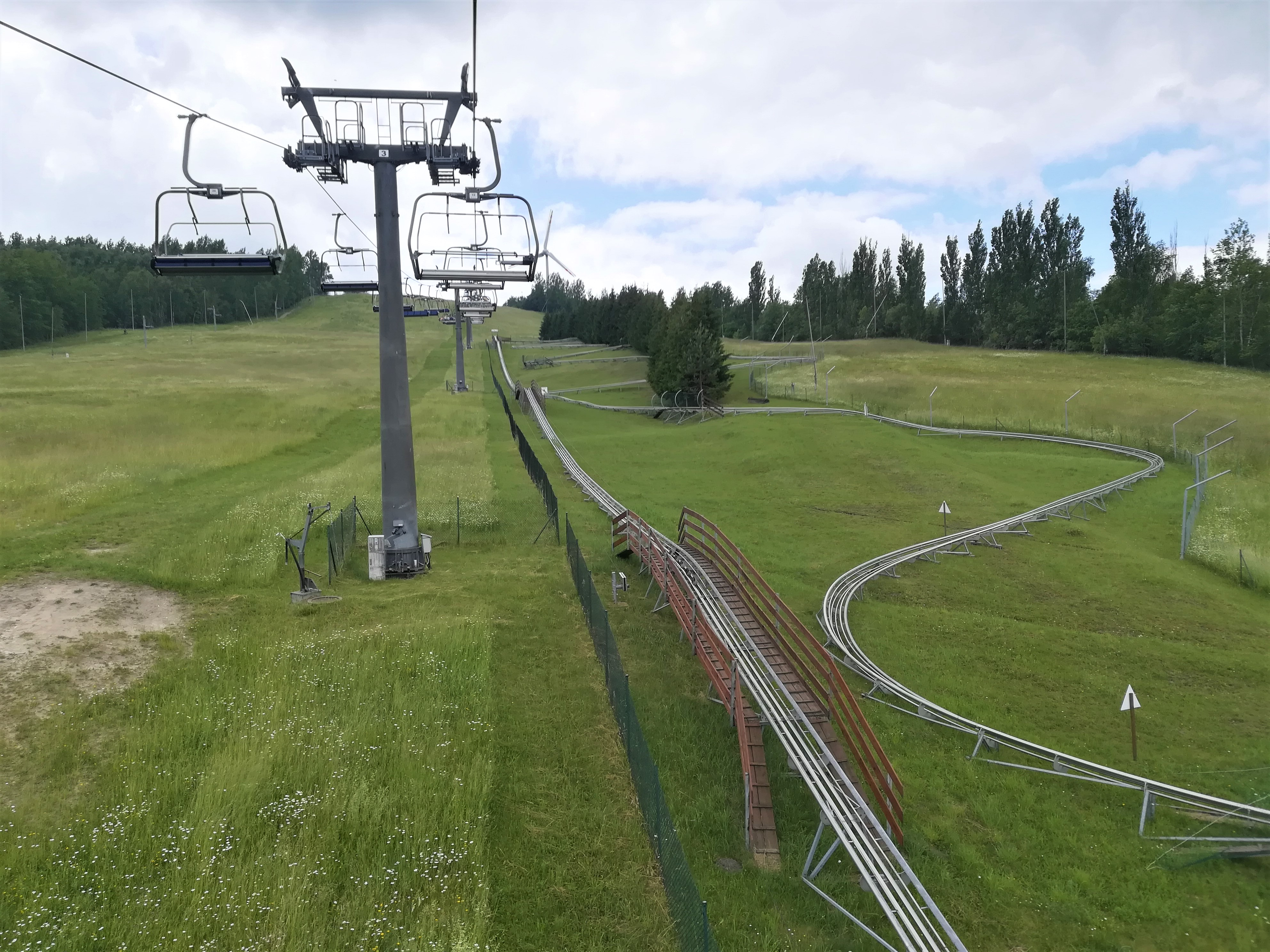
Sessellift und Sommerrodelbahn

Neben dem Windpark besteht am Nordosthang das Sportzentrum Ośrodek Sportu i Rekreacji Góra Kamieńsk. Es hat vier beleuchtete Kunstschneepisten, einen Sessellift und zwei Schlepplifte. Ihre Kapazität beträgt 3400 Personen pro Stunde. Drei Fahrradrouten haben eine Gesamtlänge von 42 Kilometern und bieten zwei Downhillstrecken mit unterschiedlichem Schwierigkeitsgrad. Zum weiteren Angebot gehören eine schienengeführte Sommerrodelbahn, Pisten für Quads, eine Kartbahn und drei Kletterwände sowie die Infrastruktur mit Ski- und Snowboardschule, Skiverleih und Gastronomie.